# Волтер Мослі
Волтер Мослі (англ. Walter Ellis Mosley) — американський письменник, найбільш відомий творами детективного жанру. Він написав серію бестселерів, у яких головним персонажем є темношкірий приватний детектив Єзекіїль «Ізі» Ровлінс (Ezekiel "Easy" Rawlins), який живе в районі Воттс у Лос-Анджелесі, Каліфорнія.
Він є автором понад шістдесяти книг, які охоплюють широкий спектр ідей, жанрів і форм, включаючи художню літературу, політичні монографії, посібники з написання, включаючи «Елементи фантастики», мемуари в картинах, і роман для молоді під назвою "47". Його твори перекладено двадцятьма п’ятьма мовами.

## Біографія
Народився в Лос-Анджелесі, Каліфорнія. Його мати, Елла (уроджена Слаткін), за національністю єврейка, працювала кадровиком; її предки іммігрували з Росії. Його батько, Лерой Мослі (1924—1993), був афроамериканцем з Луїзіани, працював куратором державної школи Лос-Анджелеса. Мослі описує свого батька як глибокого мислителя й оповідача, «чорного Сократа». Під час Другої світової війни він працював клерком в окремій армії США. Його батьки намагалися одружитися в 1951 році, але, хоча союз був законним у Каліфорнії, де вони жили, ніхто не дав їм дозвіл на шлюб (marriage license).
Мослі був єдиною дитиною і характеризує свою письменницьку уяву «порожнечею в дитинстві, яку я заповнив фантазіями». За 9 доларів 50 центів на тиждень він відвідував баптистську приватну початкову денну школу «Вікторі» для афроамериканців, яка проводила піонерські уроки з історії темношкірих.
Коли йому було 12 років, його батьки переїхали з південного центрального району (South Los Angeles) до комфортнішого на заході Лос-Анджелеса (West Los Angeles). Він закінчив середню школу Александра Гамільтона (Alexander Hamilton High School) у 1970 році.
Він переважно виховувався в аполітичній сімейній культурі, хоча в той час у Лос-Анджелесі спалахували расові конфлікти. Пізніше Мослі став більш політизованим і відвертим щодо расової нерівності в США, яка є контекстом більшої частини його творів.
Мослі пройшов через захоплення рухом «довговолосих хіпі», часто виїжджаючи до Європи. Кинув коледж Годдард, гуманітарний коледж у Плейнфілді, штат Вермонт, а потім здобув ступінь з політології в коледжі Джонсона. Проте ступінь доктора політичної теорії йому не дав натхнення, він почав працювати у галузі комп'ютерного програмування. П’ятнадцять років він пропрацював у цій галузі, у тому числі, у Mobil Oil. 
Він переїхав до Нью-Йорка в 1981 році й познайомився з танцівницею і хореографом Джой Келлман, з якою одружився в 1987 році. Вони розійшлися через 10 років і розлучилися в 2001 році. 
Працюючи в компанії Mobil Oil, Мослі пройшов курс письменництва в міському коледжі в Гарлемі, надихнувшись книгою Еліс Вокер «Колір фіолетового». Одна з його наставниць там, Една О'Брайен, підбадьорювала його, кажучи: «Ти чорний, єврей, зі слабким вихованням; у цьому і є багатство».
Мослі захоплюється творчістю Ленгстона Г'юза і Габріеля Гарсія Маркеса.
Він каже, що ідентифікує себе як афроамериканця, так і єврея, відчуваючи сильні почуття до обох груп.

## Творчість
Мослі почав писати в 34 роки і стверджує, що відтоді писав щодня, написав понад сорок книг і часто видавав дві книги на рік. Писав у різноманітних жанрах художньої літератури, включаючи містику та афрофутуристську наукову фантастику, а також публіцистичну літературу про політику.
Його перша опублікована книга «Диявол одягається у блакитне» лягла в основу кінофільму 1995 року з Дензелом Вашингтоном у головній ролі. Світова прем'єра першої п'єси Мослі «Падіння раю» відбулася в Цинциннаті, штат Огайо, у січні 2010 року. 
Телесеріал «Занепалі ангели», який транслювався у 1995 році, був заснований на його оповіданні «Позбавлений жаху».
Слава Мослі зросла в 1992 році, коли тодішній кандидат у президенти Білл Клінтон, шанувальник загадкових вбивств, назвав Мослі одним зі своїх улюблених авторів. 
Мослі увійшов в історію видавничої справи в 1997 році, відмовившись від авансу, щоб передати рукопис «На риболовлю» невеликому незалежному видавництву Black Classic Press у Балтиморі, яким керував колишній член «Партії Чорних Пантер» Пол Коутс.

## Твори

### Серія Езікіїля Ролінса
- Devil in a Blue Dress (Диявол одягається у блакитне) (1990) (отримав премії Шамус, «Новий закривавлений кинджал»)
- A Red Death (Червона смерть) (1991)
- White Butterfly (Білий метелик) (1992)
- Black Betty (Чорна Бетті) (1994)
- A Little Yellow Dog (Маленький жовтий пес) (1996)
- Gone Fishin' (Пішов рибалити) (1997)
- Bad Boy Brawly Brown (Поганий хлопець Бровлі Броун) (2002)
- Six Easy Pieces (Шість легких творів) (2003) (збірка оповідань)
- Little Scarlet (Маленька Скарлет) (2004)
- Cinnamon Kiss (Поцілунок зі смаком кориці) (2005)
- Blonde Faith (Блондиніста віра) (2007)
- Little Green (Маленький зелений) (2014)
- Rose Gold (Золота роза) (2014)
- Charcoal Joe (Деревне вугілля Джо) (2016)
- Blood Grove (Кривавий гай) (2021)
- Farewell, Amethystine (Прощавай, Аметистине) (2024)

### Серія Фірлесса Джонса
- Fearless Jones (Безстрашний Джонс) (2001)
- Fear Itself (Сам страх) (2003) (отримав премію Ніро)
- Fear of the Dark (Жах ночі) (2006)

### Серія Леоніда МакГілла
- The Long Fall (Тривале падіння) (2008)
- Known to Evil (Відомий злу) (2010)
- When the Thrill Is Gone (Коли хвилювання зникне) (2011)
- All I Did Was Shoot My Man (Все, що я зробила, це застрелила свого чоловіка) (2012)
- And Sometimes I Wonder About You (І іноді я дивуюся тобі) (2015)
- Trouble Is What I Do (Я створюю біду) (2020)

### Інші твори
- RL's Dream (Мрія Р. Л.) (1995)
- Blue Light (Синє світло) (1998)
- The Greatest (Найвеличний), (2000)
- Whispers in the Dark (Пошепки в темряві) (2000)
- The Man in My Basement (Людина в моєму підвалі) (2004)
- 47 (2005)
- The Wave (Хвиля) (2006)
- Fortunate Son (Щасливий син) (2006)
- Killing Johnny Fry (Вбивство Джонні Фрая) (2006)
- Diablerie (Пустотливе) (2007)
- The Tempest Tales (Оповідання про бурю) (2008)
- Inside a Silver Box (Всередині срібної коробки) (2015)
- John Woman (Джон Вумен) (2018)
- The Awkward Black Man (Незграбний чорний чоловік) (2020) (збірка оповідань)
- Touched (Зворушений) (2023)

### Серія Сократеса Фортлова
- Always Outnumbered, Always Outgunned[en] (Завжди в чисельній перевазі, завжди в озброєнні) (1997) (збірка оповідань)
- Walkin' the Dog (Вигул собаки) (1999)
- The Right Mistake (Правильна помилка) (2008)

### Перехрест до забуття
- The Gift of Fire / On the Head of a Pin (Подарунок вогню / На головці шпильки) (2012)
- Merge / Disciple (Злиття / Учень) (2012)
- Stepping Stone / The Love Machine (Сходинкою / Машина кохання) (2013)

### Серія короля Олівера
- Down the River Unto the Sea (Вниз по річці до моря) (2018)
- Every Man a King (Кожен чоловік – король) (2023)
- Been Wrong So Long It Feels Like Right (Помилявся так довго, що здавалося правильним) (2024)

### Графічні романи
- Maximum Fantastic Four[en] (with Stan Lee and Jack Kirby) (Максимально фантастична четвірка, разом з Стеном Лі та Джеком Кірбі) (2002)
- Ben Grimm / The Thing: The Next Big Thing (with Tom Reilly)  (Бен Грімм / Істота: наступна велика Істота (разом з Томом Рейлі) (2022)

### П'єси
- The Fall of Heaven (Падіння небес) (2011)
- Lift (Ліфт) (2014)

### Нехудожні твори
- Workin' on the Chain Gang: Shaking off the Dead Hand of History (Працюємо над ланцюговою бригадою: струшуємо з себе мертву руку історії) (2000)
- What Next: An African American Initiative Toward World Peace (Що далі: афроамериканська ініціатива до миру у всьому світі) (2003)
- Life Out of Context: Which Includes a Proposal for the Non-violent Takeover of the House of Representatives (Життя поза контекстом: яке включає пропозицію щодо ненасильницького захоплення Палати представників) (2006)
- This Year You Write Your Novel (Цього року ти напишеш свій роман) (2007)
- Twelve Steps Toward Political Revelation (Дванадцять кроків до політичного одкровення) (2011)
- Elements of Fiction (Елементи фантастики) (2019)

### Фільмографія і телевізійні серіали
- Fallen Angels: Fearless (Упалі ангели: Безстрашний) (1995) (ТВ)
- Devil in a Blue Dress[en] (Диявол одягається у блакитне) (1995)
- Always Outnumbered[en] (Завжди в чисельній перевазі) (1998) (ТВ)
- Little Brother[en] (Маленький братець), епізод з Masters of Science Fiction[en] (Майстри наукової фантастики) (2007) (ТВ)
- Prometeus racing (Гонки Прометея), сценарист епізоду з телесеріалу Snowfall[en] (Снігопад), (2019), де він був ще виконавчим продюсером
- Зоряний шлях: Дискавері (Star Trek: Discovery) 3-й сезон (2022) (ТВ)
- Останні дні Птолемея Грея (The Last Days of Ptolemy Grey) (2022) (ТВ), знятий за його твором, ще виконавчий продюсер
- Justified: City Primeval[en] (Обґрунтовано: Місто Первісне) (2023) (ТВ) консультуючий продюсер